# Mount Borgeson
Mount Borgeson ist ein Berg auf der Thurston-Insel vor der Eights-Küste des westantarktischen Ellsworthlands. In den Walker Mountains ragt er 8 km ostsüdöstlich des Smith Peak auf.
Seine Position wurde erstmals anhand von Luftaufnahmen der United States Navy während der Operation Highjump (1946–1947) bestimmt. Das Advisory Committee on Antarctic Names benannte ihn nach Warren Thomas Borgeson (* 1924), Topographieingenieur während der von der US-Navy durchgeführten Forschungsfahrt in die Bellingshausen-See im Februar 1960, der an der Errichtung zahlreicher geodätischer Vermessungspunkte in diesem Gebiet beteiligt war.